# Fraccionamiento Colinas Universidad
Fraccionamiento Colinas Universidad är en ort i Mexiko.   Den ligger i kommunen Sahuayo och delstaten Michoacán de Ocampo, i den centrala delen av landet, 400 km väster om huvudstaden Mexico City. Fraccionamiento Colinas Universidad ligger 1 655 meter över havet och antalet invånare är 1 152.
Terrängen runt Fraccionamiento Colinas Universidad är kuperad åt sydväst, men åt nordost är den platt. Runt Fraccionamiento Colinas Universidad är det ganska glesbefolkat, med 47 invånare per kvadratkilometer. Närmaste större samhälle är Jiquílpan de Juárez, 3,2 km sydost om Fraccionamiento Colinas Universidad. I omgivningarna runt Fraccionamiento Colinas Universidad växer huvudsakligen savannskog.